# 坦普爾頓 (印地安納州)
坦普爾頓（英語：Templeton）是位於美國印地安納州本頓縣的一個非建制地區。該地的面積和人口皆未知。

## 地理
坦普爾頓的座標為40°30′46″N 87°12′27″W / 40.51278°N 87.20750°W，而該地的平均海拔高度為214米（即702英尺）。